# Karang Mulya (Lubai)
Karang Mulya is een bestuurslaag in het regentschap Muara Enim van de provincie Zuid-Sumatra, Indonesië. Karang Mulya telt 3061 inwoners (volkstelling 2010).